# Campus Galli
Pour les articles homonymes, voir Galli.

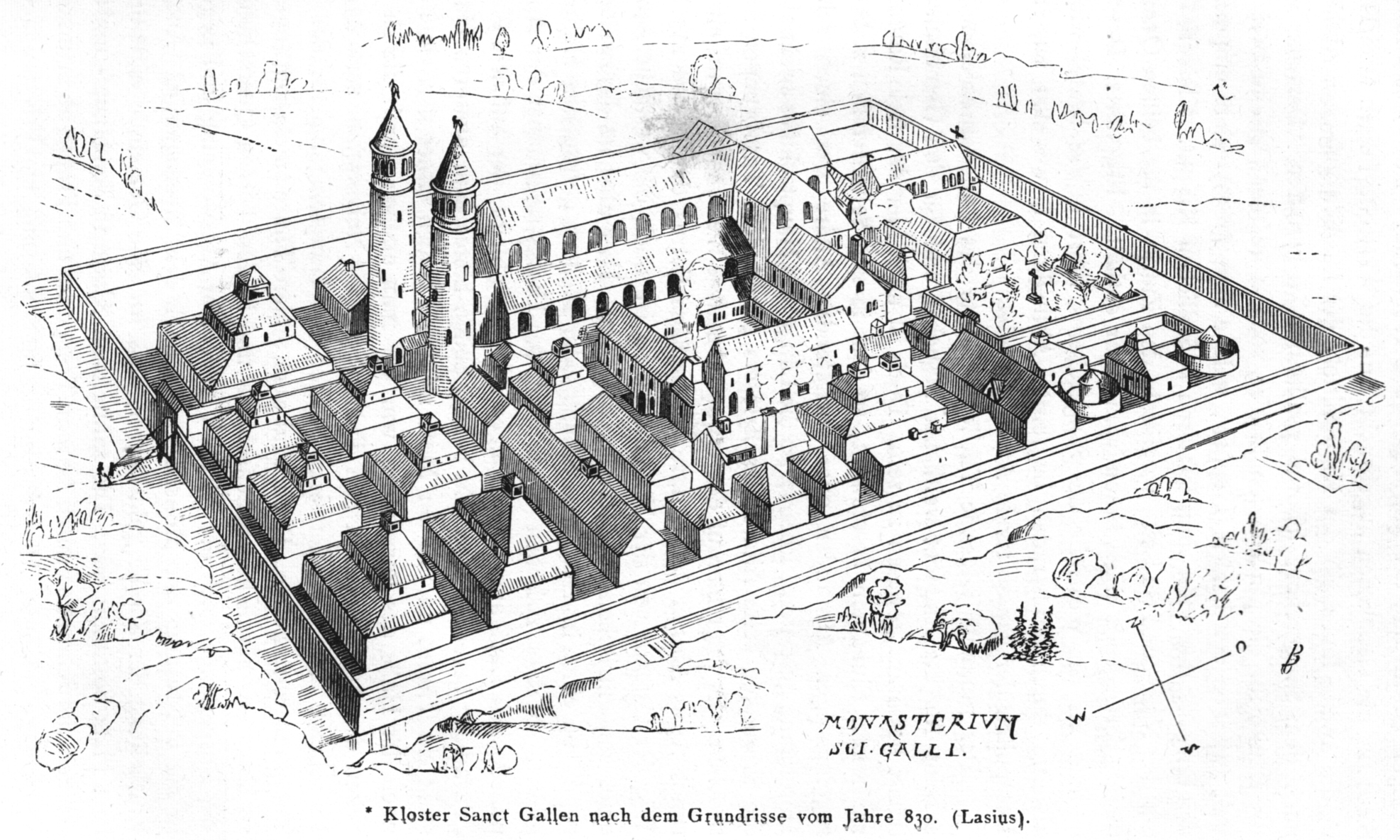
Vue d'artiste du plan de Saint-Gall.

Campus Galli est un monastère carolingien en cours de construction, à Meßkirch, dans le Baden-Württemberg, en Allemagne. Le projet consiste à  construire un monastère médiéval suivant le plan de Saint-Gall (début du IXe siècle) en utilisant les techniques de l'époque et des méthodes d'archéologie expérimentale. Le financement à long terme du projet vient des revenus issus des visites touristiques. Le chantier est ouvert aux visiteurs depuis le mois de juin 2013.

## Le site

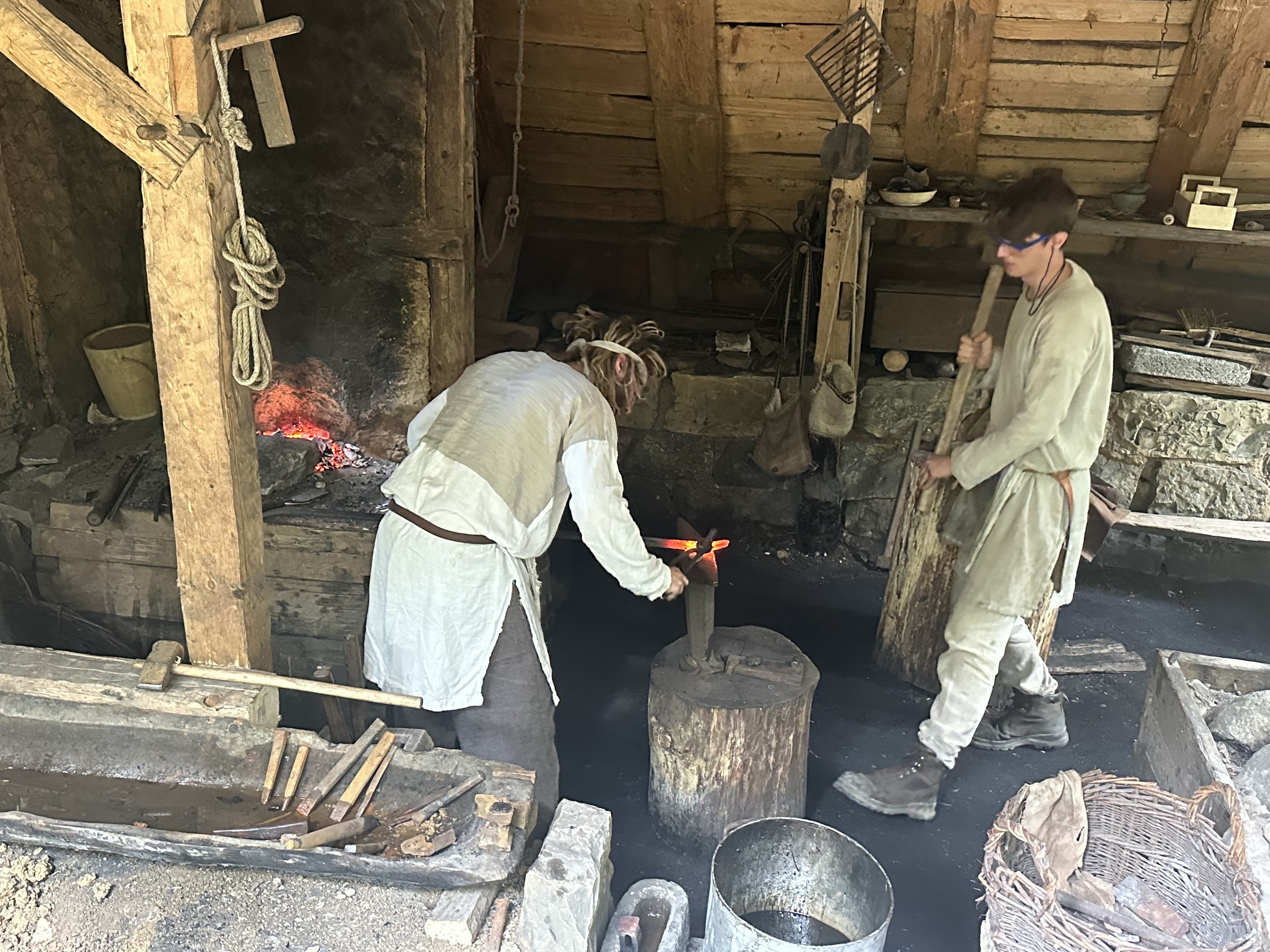
Cabane du forgeron. (2024)

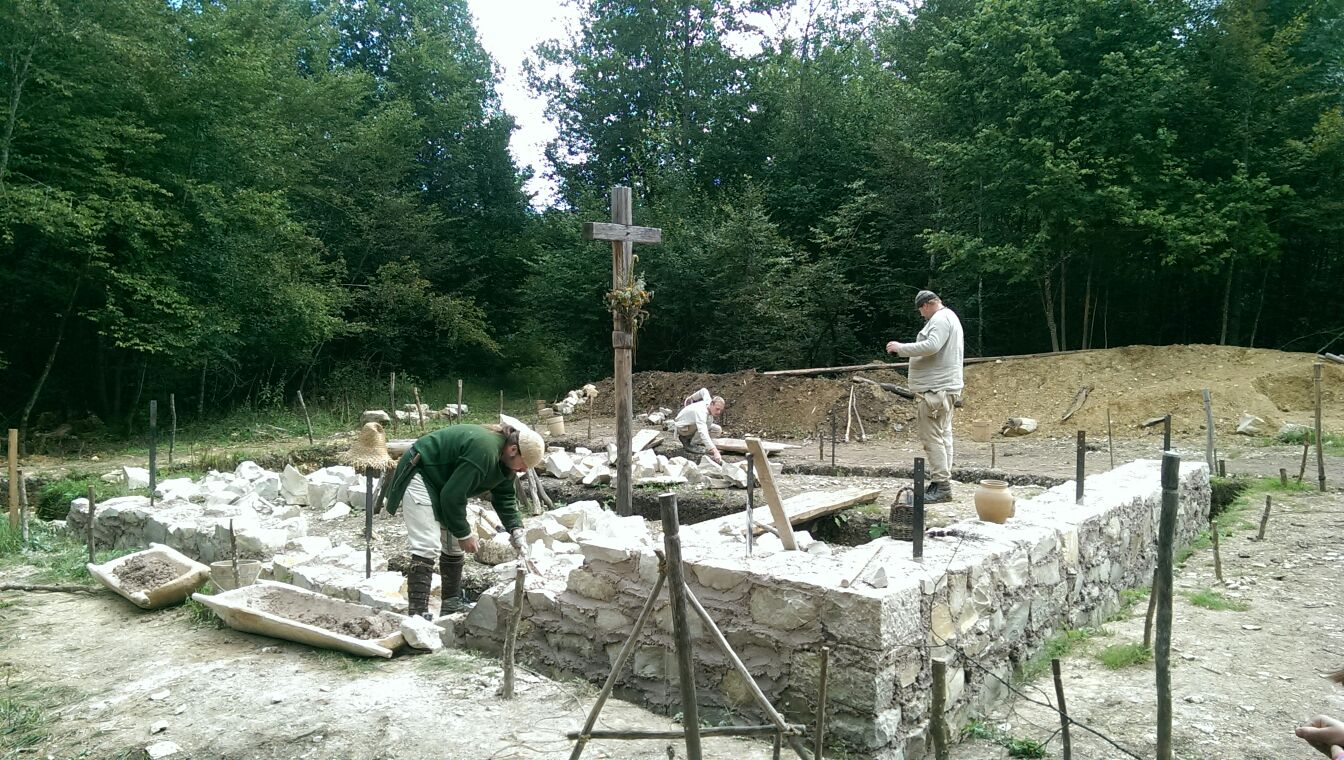
Construction de la chapelle.

Le monastère est en cours de construction dans une zone boisée à environ quatre kilomètres au nord de la petite ville de Messkirch dans le sud de l'Allemagne. Les bâtiments sont construits suivant le plan de Saint-Gall, qui est le seul dessin majeur d'architecture du Moyen Âge. Dans ce projet, la construction du monastère sera accompli autant que possible, avec les matériaux et les méthodes de l'époque de Charlemagne, en accord avec les principes de l'archéologie expérimentale. Le but est d'augmenter les connaissances scientifiques de l'époque Carolingienne concernant l'architecture et l'ingénierie. Les principales matières premières, comme le bois et la pierre, sont celles disponibles sur le site.
Entre 20 et 30 personnes œuvrent en permanence sur le site, hormis, selon la coutume médiévale, lors des mois d'hiver, entre le 11 novembre (la Saint-Martin) et le 2 avril (anniversaire de Charlemagne). Le temps total de construction est estimé à quarante ans. Des bénévoles aident à la construction ou comme interprètes costumés.
Le projet a été lancé par Bert Geurten, journaliste d'Aix-la-Chapelle, avec un financement d'un million d'euro fourni par la ville, l'État et l'Union européenne. Un Conseil scientifique de 18 experts en, archéologie, histoire, théologie et médecine vétérinaire veillent sur le projet.

## Progrès de la construction
Une petite zone de la forêt a été défrichée fin juin 2013, et des abris temporaires pour les artisans ont été construits. Une carte du site montre des zones pour les charpentiers, les vanniers, les potiers, les forgerons, les tailleurs de pierre, les tourneurs sur bois, les fabricants de balais, les décideurs, les couvreurs, les travailleurs du textile, et des fabricants de corde Il y a aussi des enclos pour les porcs, les chèvres et les moutons, ainsi qu'un poulailler et un rucher. Il y a également un jardin d'herbes aromatiques et médicinales. Au centre du site, une église en bois est en cours de construction.

La construction de l'église en bois commence en 2014, et la structure principale est achevée en 2015. La construction se poursuit à l'intérieur et sur les détails de l'extérieur.

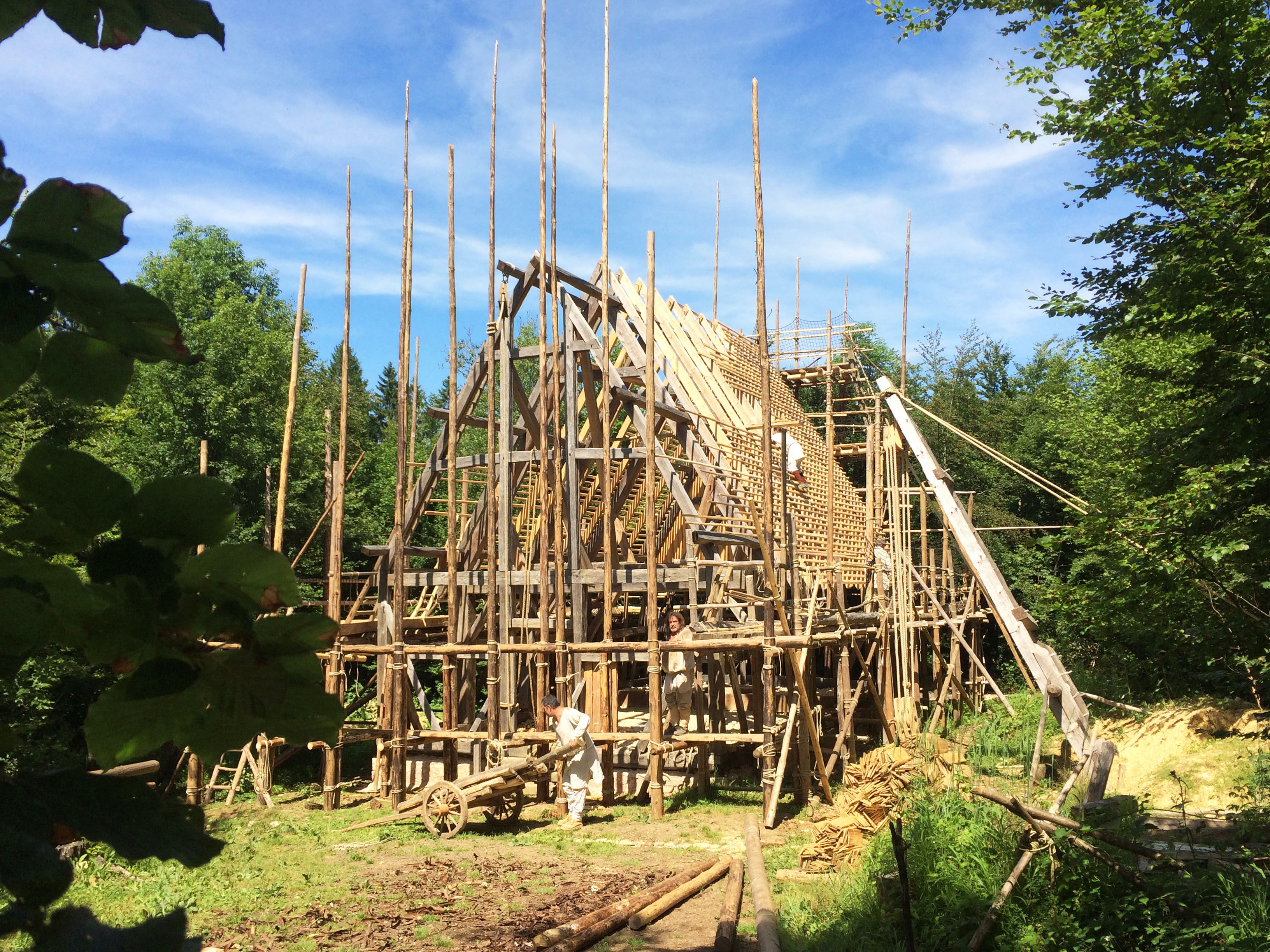
Juillet 2016
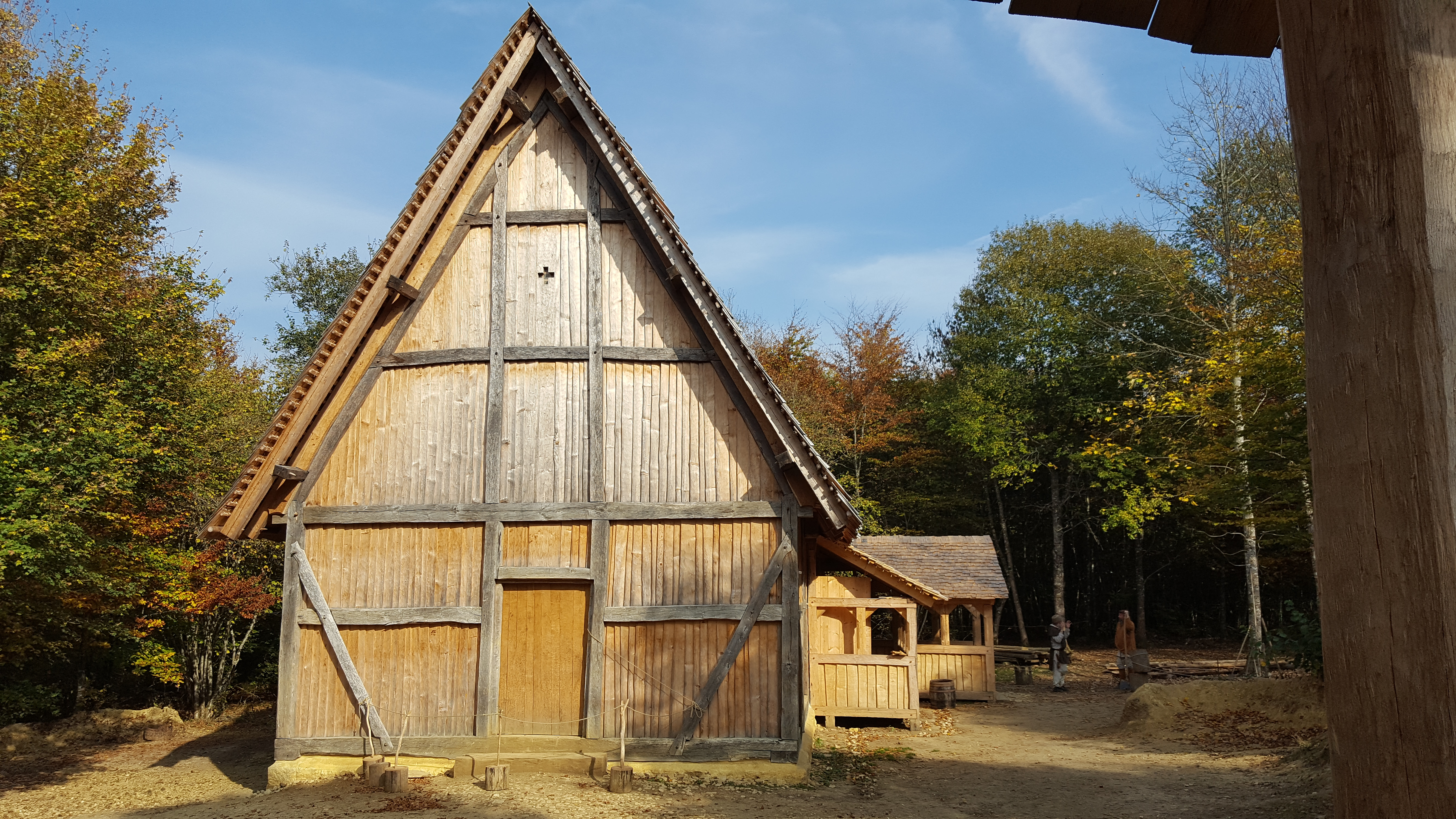
Octobre 2018

## Travail de recherche scientifique
Le 20 avril 2018, le Campus Galli est officiellement nommé site d'enseignement et de recherche de l'Université de Tübingen.
La production de céramique et des mortiers suivant les techniques médiévales à Campus Galli intéressent le centre de compétences d'archéométrie du Bade-Wurtemberg (CCA-BW). Les investigations minéralogique permettent d'établir une connexion entre les découvertes archéologiques et les éléments produits à Campus Galli selon les méthodes traditionnelles. Les expérimentations archéologiques concernant la cuisson de la céramique, ou  des formations pour les étudiants en archéologie sont également menées dans le cadre de la coopération.